# Kimning
Kimning eller kimbning kallas det ringningssätt på en klocka då man med en sten, en klubba eller en käpp slår utanpå klockan. Eftersom klockan har olika klang beroende på var man slår, kan man få effekten av två klockor och traditionen var mycket vanlig då de flesta kyrkor bara hade en klocka. 
Kimning förekom i de tidigare danska landskapen i södra Sverige inklusive Gotland (liksom i Danmark och Norge) och utfördes bl. a. vid bröllop och vissa helger.
Kimning förekommer fortfarande i Gothem på Gotland. Där kimmar man kvällen före större helger, alltså nyårsafton, påskafton, pingstafton, midsommarafton och julafton. Dessutom kväll före bröllopsdag och kväll före eventuellt kungabesök. Ringaren slår då med stenar på utsidan av klockans kant i en rytm som påminner om ridrytm.